# MultiJet

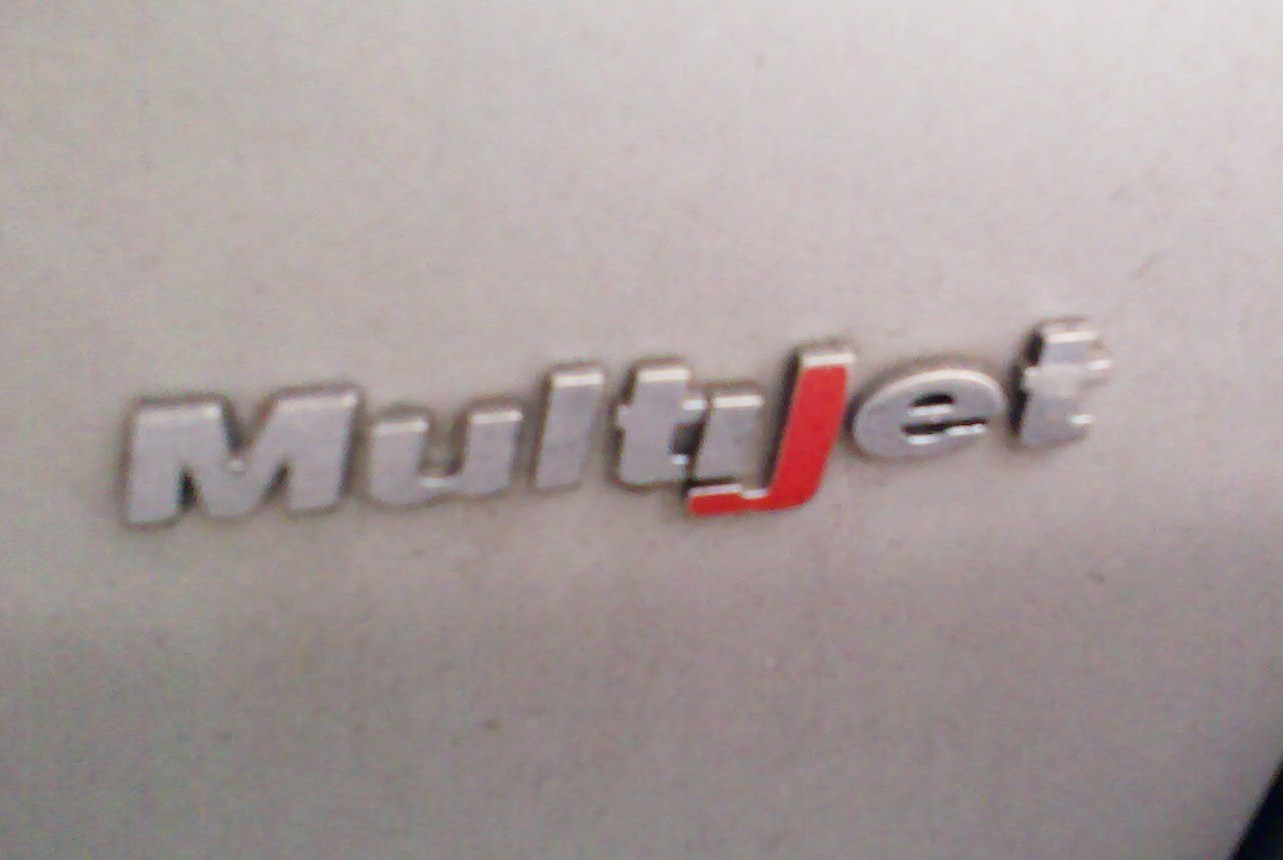
Logo Multijet

Multijet es la marca comercial que recibe una tecnología para motores diésel de Fiat Group. El sistema dispone de inyección directa y multiválvulas y es una evolución de la tecnología Unijet.

## Primera generación
Hasta hace poco tiempo, la última frontera en materia de motores diésel eran los propulsores common-rail con tecnología UniJet que, aunque reciben este nombre en realidad no tienen una sola inyección de combustible en la cámara de combustión sino dos: una más pequeña, inicial, y otra principal, más grande. Hoy eso ya no es así, pues los técnicos Centro Ricerche Fiat han puesto a punto los common-rail de segunda generación, llamados MultiJet que efectúan varias inyecciones (de 3 a 5). 
El principio mecánico de los dos sistemas es el mismo. En el Unijet, la inyección piloto eleva la temperatura y la presión en el interior del cilindro, para permitir así -en el momento de la combustión principal- un mejor quemado. Al poder subdividir la inyección principal en varias inyecciones más pequeñas, la cantidad de diésel quemado en el interior del cilindro sigue siendo la misma, pero se obtiene una combustión todavía más gradual y completa. De esta forma, se alcanzan posteriormente objetivos en el control del ruido de la combustión, la reducción de las emisiones y un mejor desempeño.
Los motores “Common Rail” Multijet, por tanto, se diferencian de los “Common Rail” Unijet básicamente por dos componentes: los inyectores y la centralita electrónica que los controla. Para poder aumentar el número de inyecciones se necesitaban inyectores capaces de reducir el tiempo entre una inyección y otra, en una magnitud de 1500 a 150 microsegundos. También era necesario disminuir la cantidad mínima inyectada: que pasa de 2 a menos de 1 mm³. Finalmente, era necesario disponer de una centralita “más inteligente”, es decir, capaz de cambiar continuamente la lógica de inyección en función de tres parámetros: el número de revoluciones del motor, el par solicitado en ese momento por el conductor y la temperatura del líquido de refrigeración.
Mientras el nuevo motor Multijet está en funcionamiento, la centralita adapta continuamente el diagrama y el número de inyecciones (además de la cantidad de diésel inyectada). Cuando el agua está a una temperatura inferior a 60 °C y el par solicitado es bajo, se efectúan dos inyecciones pequeñas y una grande, muy próximas entre sí. Cuando el par aumenta, sólo se efectúan dos inyecciones: una pequeña y otra grande. Con un alto número de revoluciones y una elevada solicitud de par, en cambio, sólo se efectúa una inyección. Finalmente, si la temperatura del agua es superior a 60 °C, todo cambia y, para reducir al mínimo las emisiones, el esquema de las inyecciones pasará a ser de una pequeña, una grande y otra pequeña.

## Segunda generación

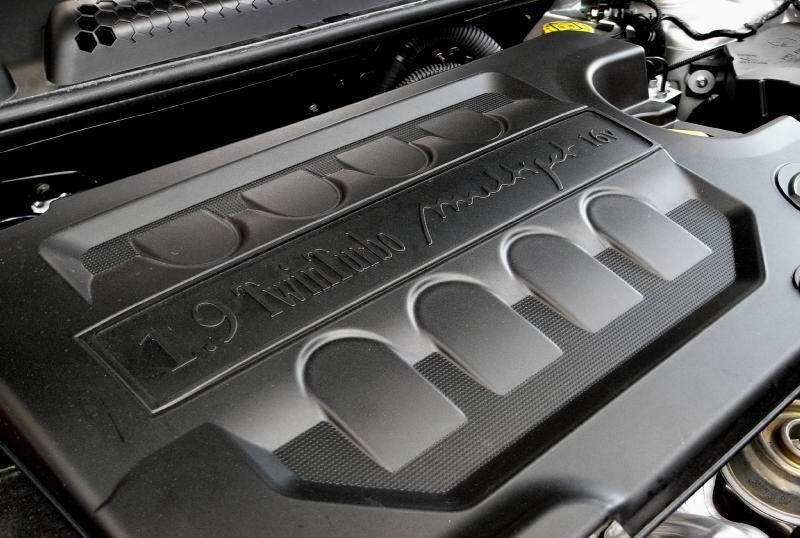
Motor Multijet Twin Turbo del Lancia Delta

Desde 2009 se comenzó a equipar una nueva generación de motores MultiJet, denominada comercialmente MultiJet II. La diferencia principal frente a la primera generación es una centralita más potente y unos inyectores más precisos con lo que en lugar de 5 se pasa a 8 inyecciones por ciclo. Esto redunda en una mejoría de las prestaciones del motor y una reducción de la contaminación generada. Como consecuencia los motores equipados con esta tecnología son capaces cumplir con la actual regulación europea de contaminación EURO VI sin necesidad de equipar otros dispositivos como filtro de partículas o similares.